# Tugimaantee 62
De Tugimaantee 62 is een secundaire weg in Estland. De weg loopt van Kanepi via Põlva naar Leevaku en is 41,8 kilometer lang. 